# Scharfrichterkreuz (Neuleiningen)
Das Scharfrichterkreuz, alternativ Henkerskreuz genannt, ist ein barockes Flurkreuz in Neuleiningen, im Landkreis Bad Dürkheim (Rheinland-Pfalz).

## Lage
Das Objekt steht an exponierter Stelle, kurz nach dem Ortseingang aus Richtung Sausenheim, südlich neben der Sausenheimer Straße (L 453), direkt vor dem sogenannten Heiligenhäuschen, das mittlerweile zur Friedhofskapelle umfunktioniert wurde. In unmittelbarer Nähe befindet sich die ehemals als Naturdenkmal eingestufte Robinie am Henkerskreuz.

## Beschaffenheit
Es handelt sich um ein barockes Sandsteinkruzifix mit Kreuzenden in Kleeblattform und abgesetztem Schaft; ein Sockel ist nicht vorhanden. Die über den Boden ragende Höhe beträgt 230 cm, die Breite 105 cm und die Dicke 17 cm. 

Die Frontseite mit Korpus zeigt in Richtung Osten. Auf der Rückseite ist unter dem IHS-Monogramm und einem Herzen folgende Inschrift angebracht:

„ANNO 1703 HAT DAS KREUZ MACHEN LASSEN ZU EREN GOTTES DER ERSAM SERVACIUS WESTHEIM SCHARFRICHTER ZU DIFENDAL UND SEINE ERSAME FRAU ANNA MARGARETA WESTHEIMEN“

Das ursprüngliche Kreuz war stark verwittert und kam in das Historische Museum der Pfalz zu Speyer, nachdem der Bildhauer Richard Menges (1910–1998) aus Kaiserslautern, 1969 die jetzt vorhandene, originalgetreue Kopie geschaffen hatte. Sie wurde 1972 aufgestellt. 
In der Denkmaltopographie der Bundesrepublik Deutschland (Band 13) heißt es darüber: „Kapelle und Kreuz leisten... einen wesentlichen Beitrag für den malerischen Charakter des Ortsbildes.“
Als man 1996 die das Kreuz umgebende Grünanlage instand setzte, fand man hier die Gebeine einer unbekannten Frau und begrub sie im nahen Friedhof, wo man ihr eine Gedenktafel widmete.

## Geschichte
Wie sich aus der rückseitigen Inschrift ergibt, ist das Kreuz eine 1703 erfolgte Stiftung von Servacius Westheim und seiner Frau Anna Margareta aus Tiefenthal. Westheim war zu seiner Zeit Scharfrichter der Grafschaft Leiningen und vollzog ausschließlich die Hinrichtungen mit dem Schwert. Sein Gehilfe, der Henker, führte die entehrenden Strafen des Hängens, Räderns und Verbrennens durch. Im Gegensatz zu letzterem hatte der Scharfrichter einen relativ hohen gesellschaftlichen Status. Aus dem Aberglauben heraus, wer einen Scharfrichter oder seine Frau zum Taufpaten habe, sterbe niemals durch eine Hinrichtung, wählte man sie gerne zu „Gevattern“. Anna Margareta Westheim erscheint im katholischen Kirchenbuch achtmal in dieser Eigenschaft. Sie starb 1732, ihr Mann bereits 1711; laut Sterbeeintrag „fromm und nach Empfang der Sterbesakramente“. Beide wurden auf dem alten Tiefenthaler Friedhof bei der mittlerweile protestantischen Kirche beigesetzt.
In Neuleiningen ging die Sage, das Kreuz sei die Grabstätte des Scharfrichters, den die Zeitgenossen nicht in geweihter Erde haben bestatten wollen. Dies ist durch die Kirchenbucheinträge widerlegt. Eventuell ließ Westheim das Monument als eine Art Sühnekreuz errichten, wegen von ihm auf Anordnung vollzogenen Urteilen, die ihn seelisch belasteten. Nicht auszuschließen ist, dass es sich bei den aufgefundenen Gebeinen um die einer Hingerichteten handelt, welche bei dem Kreuz beigesetzt wurde.